# Estelle Hemsley
Estelle Hemsley (ur. 5 maja 1887 w Bostonie, zm. 5 listopada 1968) – amerykańska aktorka filmowa.

## Filmografia
- 1948: The Return of Mandy's Husband
- 1959: Take a Giant Step jako Grandma
- 1960: Kobieta pijawka jako Old Malla
- 1965: Dziecino deszcz musi padać jako Catherine, Miss Kate Dawson's Housekeeper

## Nagrody i nominacje
- Za rolę Grandmy w filmie Take a Giant Step została nominowana do nagrody Złotego Globu[1].